# Euepedanus chaiensis
Euepedanus chaiensis is een hooiwagen uit de familie Epedanidae.